# Huang Kun

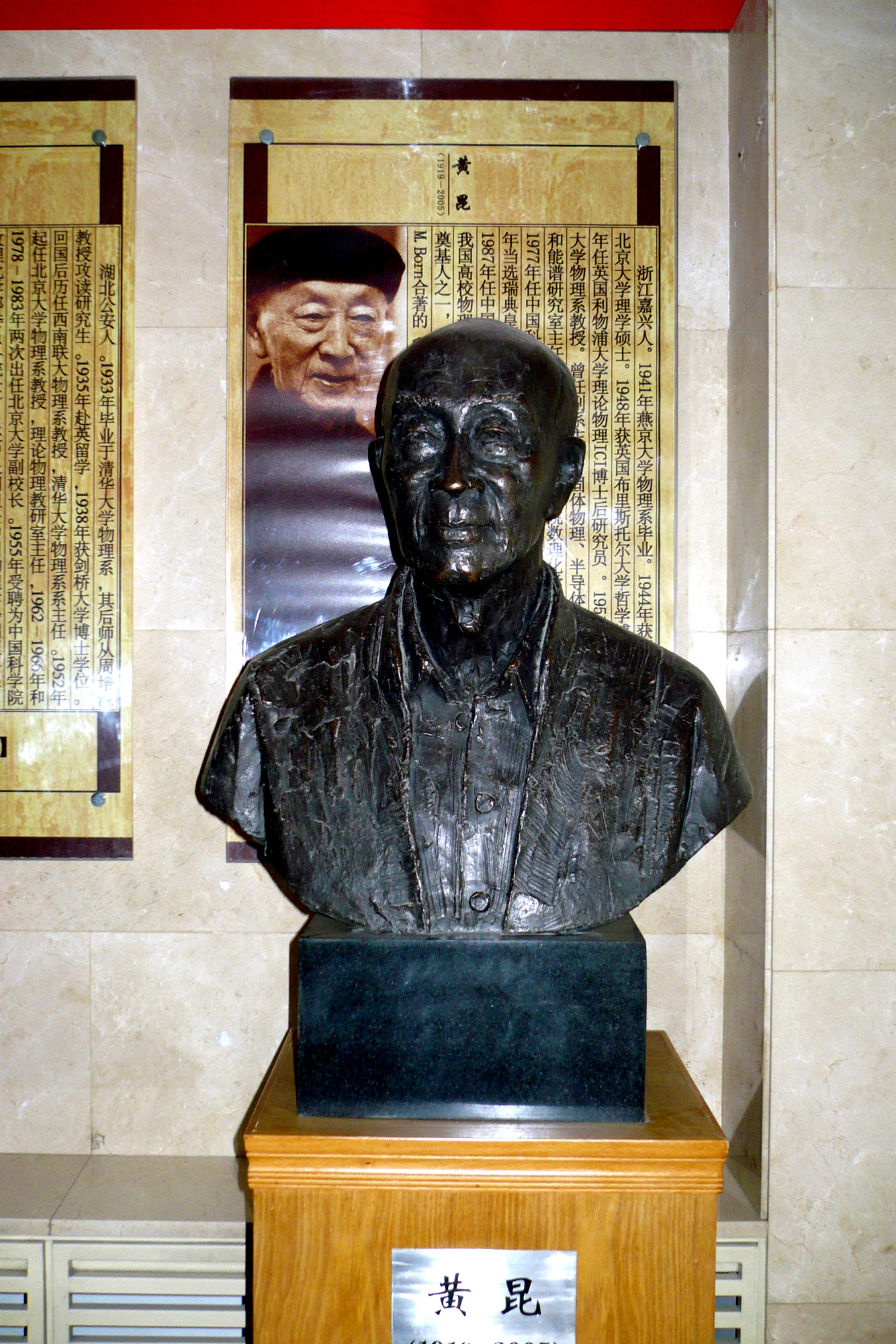
Huang Kun-Bronzebüste im Physik-Department der Universität Peking

Huang Kun (chinesisch 黄昆, Pinyin Huáng Kūn; * 2. September 1919 in Peking; † 6. Juli 2005 ebenda) war ein chinesischer Festkörperphysiker und Hochschullehrer.

## Leben
Huang studierte Physik an der Yanjing-Universität in Peking. Anschließend absolvierte er ein Postgraduales Studium an der University of Bristol mit Promotion zum Ph.D. 1948. Er wechselte 1949 zur University of Liverpool, wo er in Zusammenarbeit mit Max Born das Buch Dynamical Theory of Crystal Lattices (Clarendon Press, Oxford 1954) erarbeitete.
1951 kehrte Huang in die Volksrepublik China zurück und wurde Professor für Physik an der Universität Peking. 1955 wurde er Mitglied der Chinesischen Akademie der Wissenschaften. Zusammen mit seinen Kollegen erarbeitete er die Quantentheorie der Multiphonon-Strahlungs- und Nichtstrahlungsübergangsprozesse (Huang-Rhys-Theorie). Als erster sagte Huang die diffuse Röntgenstreuung von Gitterdefekten in Kristallgittern voraus, die später experimentell bestätigt wurde.
1983 ging Huang in den Ruhestand, blieb aber aktiv in der Halbleiter-Forschung und war 1987–1991 Präsident der Chinesischen Gesellschaft für Physik.

## Ehrungen
- Preis der Ho Leung Ho Lee Foundation für Leistungen in Wissenschaft und Technik (1995)[5]
- Staatspreis für herausragende Leistungen in Wissenschaft und Technik des Staatspräsidenten der Volksrepublik China (2001)
- 5-Millionen-Yuan-Nationalpreis für höchste Leistungen in Wissenschaft und Technik (2002)[5]